# 코페르니쿠스 원리
코페르니쿠스 원리(Copernican principle) 또는 평범성의 원리(Principle of mediocrity)란 지구 위의 또는 태양계 위에 있는 인간은 우주의 특별한 관측자가 아니며 지구에서의 관측은 우주에서 평균적인 어디서나의 관측과 별 반 다를 바가 없다는 원리이다. 이름은 태양중심설을 주장한 천문학자 코페르니쿠스의 이름을 딴 이 가정은 코페르니쿠스의 지동설의 영감을 우주론적인 확장으로 풀어낸 것이다.
코페르니쿠스 원리에서 지구도, 태양도, 은하조차도 우주의 중심이 아니고, 특별하게 볼 수 있는 하나의 관측장소는 존재하지 않는다. 인간 역시도 우주에서 특별한 존재가 아니고, 생명이나 지성의 존재는 보편적이라고 생각한다.
우주론에 도입된 원리이지만, 좀 더 일반화하여 철학이나 물리학에서 인간에 대하여 논할 때도 사용된다. 인류 원리와는 대립되는 개념으로, 우주의 일부인 인간은 특별하지 않다고 하는 코페르니쿠스 원리와 달리 인류 원리는 인간이 존재한다는 것 자체가 우주가 인간에게 적합하게 만들어졌다고 말하는 가정이다.

## 기원과 영향
코페르니쿠스 원리는 20세기 중반 헤르만 본디가 이름을 붙였지만, 그 원리 자체는 우주의 중심이 지구에서 벗어난 코페르니쿠스 혁명이라고 하는 17세기의 패러다임 전환에 기원한다.
코페르니쿠스는 우주의 중심을 지구가 아닌 태양으로 두고, 지구를 포함한 행성들이 태양을 중심으로 공전한다고 가정하면 행성의 운동을 설명할 수 있다고 주장했다. 행성의 역행은 지구가 태양 주변을 돌고 있을 때의 겉보기 운동으로 해석하고, 태양중심설을 주장했다. 코페르니쿠스는 단순히 천동설 모델의 기술적인 단점, 특히 행성위치의 예측오차에 불만을 가지고 태양중심설을 이끌어낸 것으로, 코페르니쿠스의 원리를 믿고 고찰한 것은 아니다. 코페르니쿠스의 태양중심설은 지구를 프톨레마이오스 우주관에서의 우주의 중심이라는 지위에서 끌어당겨지는 것으로 끌어내렸지만, 코페르니쿠스는 혹은 같은 동시대 과학자나 철학자도 이걸 지구의 지위를 낮추는 것이라고 생각하지 않았다. 지구가 우주의 중심이라고 생각하고 있는 것을 최악의 오점이라고 생각하는 과학자나 철학자도 없는 것은 아니었다. 미셸 드 몽테뉴는 인간이 "세상의 진흙과 배설물에 파묻혀, 우주에서 그 무엇보다도 나쁘고, 생기도 없고, 아주 낮은 부분에서 최하층의, 하늘에서 가장 멀리 떨어진 곳에 못 박혀"있다고 표현했고, 갈릴레오 갈릴레이는 지구가 "세계의 바닥에 흩어진 더러운 찌꺼기가 아니라고 보인"다며, 별의 회전의 대열에 합류했다고 평가했다.

## 같이 보기
- 인류 원리
- 악의 축 (우주론)
- 보통 원리
- 희귀한 지구 가설
- 우주론 원리